# Híragi Szanaka
Híragi Szanaka (japánul:　柊サナカ, Hepburn-átírással: Sanaka Hiiragi) (Kagava prefektúra, 1974 –) japán írónő.
Kagava tartományban született, Hjógo tartományban nőtt föl, Tokióban él.  A Kóbei Női Egyetem bölcsészkarán végzett, majd a Himedzsi Dokkjó Egyetemen japánnyelv-oktatás karán mesterfokozatot szerzett.
2012-ben a Konkacu-dzsima szenki (『婚活島戦記』) című műve döntőbe jutott a 11. Kono Mystery ga Szugoi!-díj kiválasztásánál, de nem nyert. Végül azonban 2013-ban a szerkesztőség úgy döntött, hogy ún. "titkos aduászként" (kakusidama) mégis kiadják a művet és elindítják Híragi karrierjét.

## Magyarul
- Az elvesztett emlékek lámpása (regény); ford. Mayer Ingrid; Libri, 2024; ISBN: 9789636042110 (Eredeti cím:『人生写真館の奇跡』2019. február, Takaradzsima-sa)

## Külső hivatkozások
- Híragi Szanaka a Twitteren
- Sanaka Hiiragi | Facebook